# Hoyt-Schermerhorn Streets
Hoyt-Schermerhorn Streets, indicata nelle mappe semplicemente come Hoyt-Schermerhorn, è una stazione della metropolitana di New York situata sulle linee IND Crosstown e IND Fulton Street. Nel 2019 è stata utilizzata da 3 605 153 passeggeri. È servita dalle linee A e G sempre e dalla linea C sempre tranne di notte.

## Storia
La stazione venne concepita come punto di interscambio tra le linee IND Crosstown e IND Fulton Street. Fu inaugurata il 9 aprile 1936 con una cerimonia presenziata dall'allora sindaco di New York Fiorello La Guardia.

## Strutture e impianti
La stazione è sotterranea, ha quattro banchine ad isola e sei binari; le due banchine e i due binari più esterni non sono utilizzati; i due binari più interni sono quelli della linea IND Crosstown (usati dai treni della linea G), mentre i rimanenti due sono quelli della linea IND Fulton Street (usati dai treni delle linee A e C). È posta al di sotto di Schermerhorn Street e il mezzanino possiede tre scale di ingresso, integrate nelle facciate di 209, 225 e 253 Schermerhorn Street.

## Interscambi
La stazione è servita da alcune autolinee gestite da MTA Bus e NYCT Bus.
- Fermata autobus

## Nella cultura di massa
La stazione di Hoyt-Schermerhorn Streets è apparsa in vari film e serie TV. Nel film I'm Magic del 1978 la stazione compare nella scena in cui i personaggi si trovano in una strana città di smeraldo in versione metropolitana abitata da mostri diabolici, come bidoni della spazzatura con la bocca e colonne che si muovono e cercano di intrappolare i personaggi. Anche alcune scene di I guerrieri della notte (1979), Mr. Crocodile Dundee (1986) e il suo sequel Mr. Crocodile Dundee 2 (1988), Il principe cerca moglie (1988), Tartarughe Ninja alla riscossa (1990), Insieme per forza (1991) e Pelham 123 - Ostaggi in metropolitana (2009) sono state girate nella stazione.
Il mezzanino della stazione è stato la location principale per le riprese del video musicale/cortometraggio del singolo Bad di Michael Jackson del 1987 diretto da Martin Scorsese, così come per la sua parodia di "Weird Al" Yankovic intitolata Fat (1988). La scena di apertura dell'episodio In una vettura della metropolitana della prima stazione di Law & Order - I due volti della giustizia (1990) è stata filmata in questa stazione.